# Nationale Universität Somalias
Die Nationale Universität Somalias (Somali: Jaamacada Ummada Soomaaliyeed; englisch Somali National University) ist die nationale Universität des nordostafrikanischen Landes Somalia. Der Hauptcampus der Universität liegt in Mogadischu.

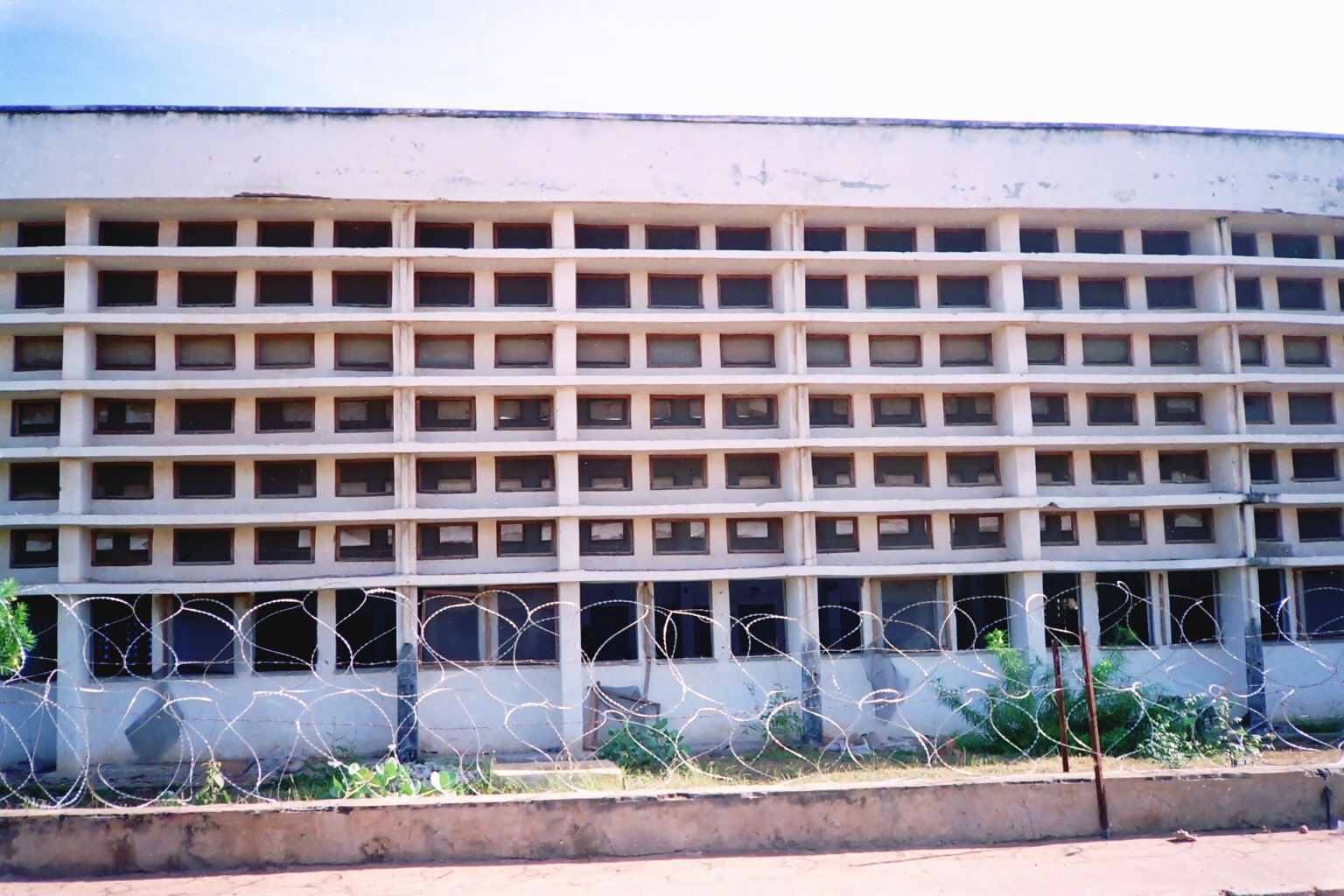
Ehemaliges Universitätsgebäude in den frühen 1990er Jahren

Das Universitätsareal liegt im Norden, ungefähr sechs Kilometer vom Stadtzentrum Mogadischus entfernt. Der Gebäudekomplex wurde in 5 konzentrischen Viertelringen um ein Hauptgebäude gruppiert und mit Wegen und Grünanlagen umgeben. Die ersten 30 Jahre war der Hauptcampus vor allem unter dem Namen Jaamacada Gaheyr oder Gahery University bekannt. 
Ab 1954 wurde im Italienischen Treuhandgebiet Somalia eine italienischsprachige Bildungsinstitution aufgebaut, die mit den Universitäten von Rom und Padua verbunden war.
Nach einem Staatsstreich 1969 wurde die Demokratische Republik Somalia errichtet und die Hochschule wurde nationalisiert und als Nationale Universität Somalias offiziell im Dezember 1969 gegründet.
Seit 1973 wurde die Einrichtung unter der Militärregierung ausgebaut. Die Universität konnte sich zu einem Zentrum der Bildung in den folgenden 20 Jahren entwickeln. 13 Fakultäten und ein halbes Dutzend Außenposten konnte die Universität verzeichnen. In einigen Städten wurden auch Forschungseinrichtungen unterhalten.
Das Institut für Lehramt Lafoole 20 Kilometer westlich von Mogadischu konnte Mitte der 1970er Jahre durch die Unterstützung von US Corps als eigenständige Einrichtung weiterentwickelt werden. Lafoole unterrichtete in englischer Sprache Lehramt.
Die 13 Fakultäten waren:
1. Fakultät für Scharia-Recht
2. Fakultät für Linguistik (Somalisch, Arabisch, Deutsch und Englisch)
3. Fakultät für Vieh- und Forstwirtschaft
4. Fakultät für Lehramt (Institut für Lehramt Lafoole)
5. Fakultät für Landwirtschaft
6. Fakultät für Geologie und Bergbau
7. Fakultät für Medizin (Institut für Medizin, nahe Digfeer-Krankenhaus)
8. Fakultät für Chemie und Ingenieurswesen
9. Fakultät für Geschichte
10. Fakultät für Geographie
11. Fakultät für Wissenschaften
12. Fakultät für Mathematik
13. Fakultät für Gesundheitswesen

In den 1980er Jahren hatte die Universität über 3000 Studenten und über 600 Mitarbeiter.
Durch den somalischen Bürgerkrieg seit Ende der 1980er Jahre waren ausgedehnte Schäden an den universitären Einrichtungen zu beklagen. Zudem wurde es aufgrund des Bürgerkrieges zusehends schwieriger, Lehrmaterialien zu beschaffen und den Unterrichtsbetrieb aufrechtzuerhalten, sodass die Universität seit Beginn des Konflikts ihren Betrieb einstellen musste.
Im Herbst 2014 wurde die Universität nach 23 Jahren wiedereröffnet und 375 Studenten nahmen das Studium auf.
Der Wiederaufbau und die Ausstattung wurden von der Regierung von Bahrain finanziert.